# Grand Prix automobile de Russie 2021
GP précédent GP suivant
Le Grand Prix automobile de Russie 2021 (Formula 1 VTB Russian Grand Prix 2021) disputé le 26 septembre 2021 sur l'Autodrome de Sotchi, est la 1050e épreuve du championnat du monde de Formule 1 courue depuis 1950. Il s'agit de la huitième édition du Grand Prix de Russie comptant pour le championnat du monde de Formule 1 et la quinzième manche du championnat 2021.
Mercedes Grand Prix est invaincue au bord de la mer Noire, l'écurie grâce à Lewis Hamilton (quatre fois), Valtteri Bottas (deux fois) et Nico Rosberg (une fois) ayant remporté les sept éditions de la manche russe depuis son entrée au calendrier en 2014, dans la foulée des Jeux d'hiver de Sotchi ; la piste sillonnant au milieu des installations du Parc olympique. L'Autodrome de Sotchi devait accueillir une dernière fois le Grand Prix de Russie en 2022 avant qu'il ne soit déplacé dans les environs de Saint-Pétersbourg mais l'invasion de l'Ukraine par la Russie en 2022 a conduit à la rupture du contrat avec le promoteur.  
Lando Norris, qui réalise la première pole position de sa carrière en Formule 1, comble un trou de neuf années pour l'écurie McLaren qui n'avait plus placé de pilote en haut de la grille depuis Lewis Hamilton au Grand Prix du Brésil 2012. Durant la majorité des trois phases des qualifications, les monoplaces roulent en pneus intermédiaires sur une piste détrempée par une grosse averse matinale qui a provoqué l'annulation de la troisième séance d'essais. Dans ces conditions, les pilotes Mercedes se montrent les plus rapides. En milieu de Q3, alors que la trajectoire s'assèche, George Russell tente le premier le pari des gommes tendres, imité dans la foulée par les neuf autres pilotes. Tandis que le chronomètre tourne, il s'agit de disposer d'assez de temps pour effectuer plusieurs tours permettant de chauffer correctement les pneus lisses et de réussir un tour d'attaque propre. Carlos Sainz Jr. s'installe en haut de la feuille des temps mais il est immédiatement devancé d'une demi-seconde par Norris qui le repousse au deuxième rang sur la grille (une première pour le pilote espagnol) alors que Russell réalise le troisième temps. Hamilton, qui détruit son aileron avant en rentrant au stand, reprend la piste trop tard, ne parvient pas à faire monter ses pneus en température et part en tête-à-queue ; il doit se contenter de son temps réalisé en pneus intermédiaires qui lui vaut un départ en deuxième ligne, derrière son futur coéquipier. Daniel Ricciardo et Fernando Alonso occupent la troisième ligne, suivis par Lance Stroll et Sergio Pérez. Esteban Ocon et Sebastian Vettel s'élancent de la cinquième ligne. Valtteri Bottas, auteur du septième temps, part finalement du fond de la grille après l'installation de nouveaux éléments du groupe motopropulseur de sa monoplace. Max Verstappen et Charles Leclerc, qui partiront également du fond de la grille à cause du changement hors quota de leurs unités de puissance, n'ont effectué que quelques tours : un seul tour de sortie en Q1 pour le premier tandis que le Monégasque n'a pas quitté son stand en Q2.
Lewis Hamilton tourne une page de l'histoire de la Formule 1 en obtenant la centième victoire de sa carrière. « Elle a mis du temps à venir ! » remarque-t-il dans son tour d'honneur puisque son précédent succès remontait à sa course nationale à Silverstone, au mois de juillet. En préservant l'invincibilité de son écurie à Sotchi, il s'empare de la première place du championnat du monde, sans toutefois creuser l'écart qu'il aurait souhaité puisque Max Verstappen, parti dernier, remonte jusqu'à la deuxième place, à 53 secondes ; Carlos Sainz Jr., à plus d'une minute, complète le podium. Tous doivent ce résultat à une brutale averse qui s'est abattue à moins de dix tours de l'arrivée. Le timing dans lequel chacun des dix premiers est rentré à son stand pour chausser des pneus intermédiaires détermine l'ordre d'arrivée ; alors que Lando Norris, en tête, a bien tenté de poursuivre avec ses gommes dures inadaptées mais n'a pas pu éviter de tirer tout droit dans le virage no 5 à deux tours du but, Hamilton le laisse littéralement sur place pour remporter l'épreuve. Le jeune Britannique, désigné « pilote du jour », est contraint de regagner les stands pour changer de pneumatiques et termine septième.  
Carlos Sainz prend l'aspiration de Norris dans la ligne droite du départ, le dépasse et s'installe aux commandes de la course. Auteur d'un envol prudent, Hamilton, débordé de toute parts, boucle le premier tour en septième position. Au bout de treize tours, Norris reprend la tête et reste devant (sans compter le ballet des arrêts aux stands) jusqu'à l'averse en fin de course. À l'arrière, Verstappen dépasse Bottas, censé freiner sa remontée, au bout de seulement six tours. Hamilton trouve son rythme et remonte progressivement, à coups de records du tour et de dépassements. Toto Wolff intervient même à la radio pour lui dire : « Tu peux gagner cette course ! » Après la valse des changements de pneus, à partir du trente-septième tour, il roule en deuxième position derrière Norris dont il se rapproche à portée d'utilisation de l'aileron arrière mobile. Pour autant, Norris résiste, s'offrant même le meilleur tour en course au trente-neuvième passage, au point qu'il semble s'acheminer vers son premier succès. 
À partir du quarante-sixième tour, la pluie fait son apparition sur certains secteurs du circuit dans un premier temps ; tous s'interrogent alors sur l'opportunité de chausser les pneus intermédiaires. Hamilton refuse une première demande de son stand mais, la pluie s'intensifiant, oblique vers la voie des stands à quatre tours de l'arrivée, reprenant la piste à plus de 25 secondes de Norris qui, lui, n'obtempère pas au message du muret McLaren ; il souhaite tenter sa chance de victoire en continuant jusqu'au bout en pneus slicks, ce qui va s'avérer impossible. La même mésaventure arrive à Charles Leclerc, Sergio Pérez et Fernando Alonso, qui bataillent pour la troisième place en glissant sur et hors de la piste au cinquantième tour : le pilote Ferrari finit hors des points et les deux autres n'obtiendront pas le résultat escompté. 
Ayant bien géré l'arrivée de la pluie en optant pour les pneus rainurés à bande verte dès le quarante-huitième tour, Max Verstappen, qui reprend la piste en septième position, passe en revue tous ceux qui roulent encore en gommes lisses, pour terminer à un rang inespéré par rapport à son emplacement sur la grille, avec un gain total de dix-huit places. Carlos Sainz tire lui aussi les bénéfices de cette perturbation, tout  comme Daniel Ricciardo, quatrième, et Valtteri Bottas, cinquième. Fernando Alonso qui pouvait espérer mieux, termine sixième devant Norris. Kimi Räikkönen (parmi les premiers à passer les intermédiaires pour gagner sept places), Sergio Pérez (qui a mené la course durant huit tours sur le sec en s'arrêtant plus tard que les leaders) et George Russell prennent les points restants. 
À l'issue de la quinzième des vingt-deux manches de la saison, Hamilton reprend la première place du championnat du monde avec 246,5 points ; Verstappen reste néanmoins sur ses talons, à seulement deux points (244,5). Bottas (151 points) conserve sa troisième place devant Norris (139 points), Pérez est toujours cinquième (120 points) et Sainz, avec son troisième podium de la saison, prend la sixième place (112,5 points) à son coéquipier Leclerc (104 points). Au huitième rang, figure Ricciardo (95 points) qui devance Gasly (66 points) et Alonso, dixième avec 56 points. Au classement des constructeurs, Mercedes (397,5 points) porte à 33 points son avance sur Red Bull (364,5 points). McLaren conserve sa place sur le podium (234 points) devant Ferrari (216,5 points) ; suivent Alpine (103 points), AlphaTauri (84 points), Aston Martin (59 points) puis Williams (23 points) et Alfa Romeo (7 points) qui augmentent leur capital à Sotchi. Seule Haas et ses deux pilotes n'ont pas encore marqué.

## Pneus disponibles
| Pneus pour piste sèche | Pneus pour piste sèche | Pneus pour piste sèche | Pneus pluie    | Pneus pluie |
| ---------------------- | ---------------------- | ---------------------- | -------------- | ----------- |
| Durs (Type C3)         | Medium (Type C4)       | Tendres (Type C5)      | Intermédiaires | Pluie       |

## Essais libres

### Première séance, le vendredi de 11 h 30 à 12 h 30
| Pos. | Pilote           | Voiture               | Chrono         | Écart     |
| ---- | ---------------- | --------------------- | -------------- | --------- |
| 1    | Valtteri Bottas  | Mercedes              | 1 min 34 s 427 |           |
| 2    | Lewis Hamilton   | Mercedes              | 1 min 34 s 638 | + 0 s 211 |
| 3    | Max Verstappen   | Red Bull-Honda        | 1 min 34 s 654 | + 0 s 227 |
| 4    | Charles Leclerc  | Ferrari               | 1 min 35 s 117 | + 0 s 690 |
| 5    | Sebastian Vettel | Aston Martin-Mercedes | 1 min 35 s 781 | + 1 s 354 |
| 6    | Pierre Gasly     | AlphaTauri-Honda      | 1 min 35 s 794 | + 1 s 367 |

- Absent des Grands Prix des Pays-Bas et d'Italie après avoir été testé positif à la Covid-19, Kimi Räikkönen est de retour au volant de l'Alfa Romeo C41 ; il réalise le  quinzième temps à 2 s 525 de Bottas[2].

### Deuxième séance, le vendredi de 15 h à 16 h
| Pos. | Pilote          | Voiture          | Chrono         | Écart     |
| ---- | --------------- | ---------------- | -------------- | --------- |
| 1    | Valtteri Bottas | Mercedes         | 1 min 33 s 593 |           |
| 2    | Lewis Hamilton  | Mercedes         | 1 min 33 s 637 | + 0 s 044 |
| 3    | Pierre Gasly    | AlphaTauri-Honda | 1 min 33 s 845 | + 0 s 252 |
| 4    | Lando Norris    | McLaren-Mercedes | 1 min 34 s 154 | + 0 s 561 |
| 5    | Esteban Ocon    | Alpine-Renault   | 1 min 34 s 402 | + 0 s 809 |
| 6    | Max Verstappen  | Red Bull-Honda   | 1 min 34 s 621 | + 1 s 028 |

- Cette séance est interrompue brièvement au drapeau rouge à la suite d'un crash par l'arrière d'Antonio Giovinazzi dans les protections TecPro du virage no 9[4]. Pour sa part, Lewis Hamilton freine trop tard arrivé à son emplacement devant le box Mercedes et percute le mécanicien préposé au lève-vite. Heureusement sans dommages[5]. En fin de séance, Pierre Gasly, auteur du troisième temps, laisse son aileron avant sur la piste après avoir rebondi sur un vibreur.
- Les acteurs de ce Grand Prix craignent d'avoir disputé leur dernière séance d'essais sur le sec et ont donc essayé de réaliser, plus que d'habitude, un bon temps, avec l'incertitude sur la bonne tenue de la séance de qualifications, la météo s'annonçant particulièrement menaçante pour le samedi[4].

### Troisième séance annulée
Des pluies diluviennes, prévues de longue date et anticipées par les écuries, se sont abattues sur le circuit durant la nuit de vendredi à samedi et la matinée. Le circuit de Sotchi s'est préparé à ces conditions météorologiques ; Alexey Titov, le directeur de Rosgonki, la société promotrice du Grand Prix déclare : « La chose principale que nous avons faite, c'est de préparer tous les systèmes d’évacuation. La pluie de mardi (le paddock avait alors été en partie inondé) nous a montré les points faibles et nous les avons renforcés mais toute décision au sujet du programme dépendra des circonstances et sera prise par la FIA. »
Peu avant 10 heures, il est annoncé que la troisième séance d'essais libres sera annulée si la météo est trop mauvaise et que la séance qualificative pourrait être reportée au dimanche matin à la place des épreuves de Formule 2 et Formule 3. 
Michael Masi déclare ensuite : « Nous voyons dans les prévisions que nous aurons ce niveau de pluie jusqu'à 13 h 30 ou 14 h et cela ne baissera que dans l’après-midi. La priorité aujourd'hui est la séance de qualifications. L'objectif avec les EL3 serait de voir à quoi ça ressemble et nous aurions plusieurs options. Nous pourrions démarrer la séance et mettre un drapeau rouge immédiatement pour laisser le chrono tourner et juger quelle sera la météo. Si nous voyons que les pluies seront torrentielles pour la séance complète, nous abandonnerons les EL3 et viserons les qualifications. Le facteur déterminant sera la lumière. Le soleil se couche à 18 h 15  mais avec cette météo, la lumière diminue bien plus tôt. Ce sera clairement le point où l'on arrêtera tout. Si la séance de qualifications ne peut pas avoir lieu aujourd'hui, comme c'est déjà arrivé par le passé, nous organiserons les qualifications dimanche matin. »
À 10 h 46, les essais libres 3 sont annulés : « Après requête du directeur de course et en accord avec l'article 15.3a du règlement sportif de la Formule 1 et les articles 11.9.3m et 11.9.3o du Code Sportif International de la FIA, il est décidé, dans l'intérêt de la sécurité, de modifier le programme officiel en annulant les essais libres 3 en raison d'un cas de force majeure. Conformément à la réglementation et aux limites de temps associées, la séance sera considérée comme ayant eu lieu, sauf avis contraire du directeur de course. »

## Séance de qualifications

### Résultats des qualifications
| Pos. | Pilote             | Écurie                | Qualifications 1 | Qualifications 2 | Qualifications 3 |
| ---- | ------------------ | --------------------- | ---------------- | ---------------- | ---------------- |
| 1    | Lando Norris       | McLaren-Mercedes      | 1 min 47 s 238   | 1 min 45 s 827   | 1 min 41 s 993   |
| 2    | Carlos Sainz Jr.   | Ferrari               | 1 min 47 s 924   | 1 min 46 s 521   | 1 min 42 s 510   |
| 3    | George Russell     | Williams-Mercedes     | 1 min 48 s 303   | 1 min 46 s 435   | 1 min 42 s 983   |
| 4    | Lewis Hamilton     | Mercedes              | 1 min 45 s 992   | 1 min 45s 129    | 1 min 44 s 050   |
| 5    | Daniel Ricciardo   | McLaren-Mercedes      | 1 min 48 s 345   | 1 min 46 s 361   | 1 min 44 s 156   |
| 6    | Fernando Alonso    | Alpine-Renault        | 1 min 47 s 877   | 1 min 45 s 514   | 1 min 44 s 204   |
| 7    | Valtteri Bottas    | Mercedes              | 1 min 46 s 396   | 1 min 45 s 306   | 1 min 44 s 710   |
| 8    | Lance Stroll       | Aston Martin-Mercedes | 1 min 48 s 322   | 1 min 46 s 360   | 1 min 44 s 956   |
| 9    | Sergio Pérez       | Red Bull-Honda        | 1 min 46 s 455   | 1 min 45 s 834   | 1 min 45 s 377   |
| 10   | Esteban Ocon       | Alpine-Renault        | 1 min 48 s 099   | 1 min 46 s 070   | 1 min 45 s 865   |
| 11   | Sebastian Vettel   | Aston Martin-Mercedes | 1 min 47 s 205   | 1 min 46 s 573   |                  |
| 12   | Pierre Gasly       | AlphaTauri-Honda      | 1 min 47 s 828   | 1 min 46 s 641   |                  |
| 13   | Yuki Tsunoda       | AlphaTauri-Honda      | 1 min 48 s 854   | 1 min 46 s 751   |                  |
| 14   | Nicholas Latifi    | Williams-Mercedes     | 1 min 48 s 252   | Pas de temps     |                  |
| 15   | Charles Leclerc    | Ferrari               | 1 min 48 s 470   | Pas de temps     |                  |
| 16   | Kimi Räikkönen     | Alfa Romeo-Ferrari    | 1 min 49 s 586   |                  |                  |
| 17   | Mick Schumacher    | Haas-Ferrari          | 1 min 49 s 830   |                  |                  |
| 18   | Antonio Giovinazzi | Alfa Romeo-Ferrari    | 1 min 51 s 023   |                  |                  |
| 19   | Nikita Mazepin     | Haas-Ferrari          | 1 min 53 s 764   |                  |                  |
| 20   | Max Verstappen     | Red Bull-Honda        | Pas de temps     |                  |                  |

- La séance de qualification ayant été déclarée « humide » par la direction de course, la règle des 107 % ne s'applique pas. Ainsi, bien que n'ayant pas réalisé de tour chronométré, Max Verstappen est autorisé à prendre le départ de l'épreuve en accord avec  l'article 36.2 du règlement sportif de la Formule 1[9] ;

### Grille de départ

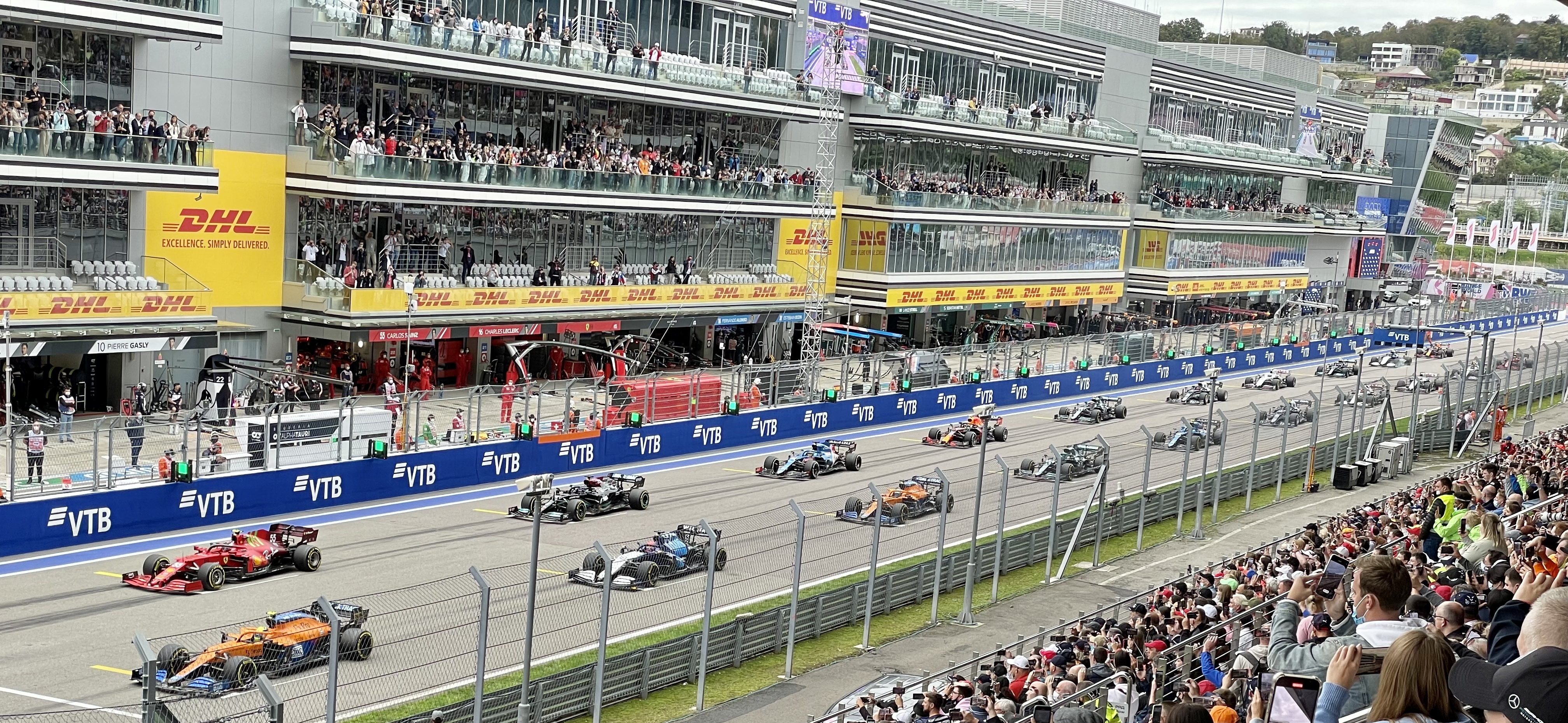
Lando Norris en pole position devant Carlos Sainz Jr. sur la grille de départ du Grand Prix de Russie 2021.

- Valtteri Bottas, auteur du septième temps des qualifications, est pénalisé d'un recul de quinze places sur la grille de départ à la suite de l'installation de nouveaux éléments du groupe propulseur ; il s'élance de la dix-septième place[10]. L'unité de puissance remplacée ayant été montée seulement deux semaines plus tôt à Monza, le rejetant déjà en fond de grille, certains évoquent un changement purement tactique car ainsi placé juste devant Max Verstappen, Bottas pourrait essayer de contrecarrer sa tentative de remontée vers le haut du classement[11],[12]. Mercedes révèle avoir pris cette décision par précaution car Bottas s'est qualifié avec un vieux moteur très kilométré tandis qu'un problème a été détecté sur l'unité de puissance montée à Monza[13] ;
- Nicholas Latifi, auteur du quatorzième temps des qualifications, est pénalisé d'un recul en fond de grille à la suite de l'installation de son quatrième bloc de la saison dépassant le quota alloué pour l'année; il s'élance de la dix-huitième place[14],[15] ;
- Charles Leclerc, auteur du quinzième temps des qualifications, est pénalisé d'un recul en fond de grille à la suite de l'installation de son quatrième bloc de la saison, une nouvelle unité de puissance améliorée ; il s'élance en dernière ligne, à la dix-neuvième place[16] ;
- Antonio Giovinazzi, auteur du dix-huitième temps des qualifications, est pénalisé d'un recul de cinq places sur la grille après le changement de sa boîte de vitesses ; il s'élance de la seizième place[17] ;
- Max Verstappen, jugé responsable de son accrochage avec Lewis Hamilton lors du Grand Prix d'Italie, est pénalisé d'un recul de trois places sur la grille de départ[18]. En conséquence, entre les deux premières séances d'essais libres, son écurie décide de changer, pour la quatrième fois, son unité de puissance (moteur thermique, MGU-H, MGU-K, turbocompresseur, éléments électroniques, échappement…) ce qui le conduit à partir de la vingtième et dernière place, derrière Leclerc[19]. Ce dépassement de quota est directement lié au gros accident de Verstappen à Silverstone qui avait endommagé son moteur et bouleversé le planning de Honda concernant l'utilisation de trois unités de puissance sur sa RB16B cette saison[20].

## Course

### Classement de la course
| Pos. | no | Pilote             | Écurie                | Tours | Temps/Abandon                            | Grille | Points |
| ---- | -- | ------------------ | --------------------- | ----- | ---------------------------------------- | ------ | ------ |
| 1    | 44 | Lewis Hamilton     | Mercedes              | 53    | 1 h 30 min 41 s 001 (202,028 km/h)       | 4      | 25     |
| 2    | 33 | Max Verstappen     | Red Bull-Honda        | 53    | + 53 s 271                               | 20     | 18     |
| 3    | 55 | Carlos Sainz Jr.   | Ferrari               | 53    | + 1 min 02 s 475                         | 2      | 15     |
| 4    | 3  | Daniel Ricciardo   | McLaren-Mercedes      | 53    | + 1 min 05 s 607                         | 5      | 12     |
| 5    | 77 | Valtteri Bottas    | Mercedes              | 53    | + 1 min 07 s 533                         | 17     | 10     |
| 6    | 14 | Fernando Alonso    | Alpine-Renault        | 53    | + 1 min 21 s 321                         | 6      | 8      |
| 7    | 4  | Lando Norris       | McLaren-Mercedes      | 53    | + 1 min 27 s 224                         | 1      | 6 + 1  |
| 8    | 7  | Kimi Räikkönen     | Alfa Romeo-Ferrari    | 53    | + 1 min 28 s 955                         | 13     | 4      |
| 9    | 11 | Sergio Pérez       | Red Bull-Honda        | 53    | + 1 min 30 s 076                         | 8      | 2      |
| 10   | 63 | George Russell     | Williams-Mercedes     | 53    | + 1 min 40 s 551                         | 3      | 1      |
| 11   | 18 | Lance Stroll       | Aston Martin-Mercedes | 53    | + 1 min 56 s 198 (dont 10 s de pénalité) | 7      |        |
| 12   | 5  | Sebastian Vettel   | Aston Martin-Mercedes | 52    | + 1 tour                                 | 10     |        |
| 13   | 10 | Pierre Gasly       | AlphaTauri-Honda      | 52    | + 1 tour                                 | 11     |        |
| 14   | 31 | Esteban Ocon       | Alpine-Renault        | 52    | + 1 tour                                 | 9      |        |
| 15   | 16 | Charles Leclerc    | Ferrari               | 52    | + 1 tour                                 | 19     |        |
| 16   | 99 | Antonio Giovinazzi | Alfa Romeo-Ferrari    | 52    | + 1 tour                                 | 16     |        |
| 17   | 22 | Yuki Tsunoda       | AlphaTauri-Honda      | 52    | + 1 tour                                 | 12     |        |
| 18   | 9  | Nikita Mazepin     | Haas-Ferrari          | 51    | + 2 tours                                | 15     |        |
| 19   | 6  | Nicholas Latifi    | Williams-Mercedes     | 47    | Dégâts                                   | 18     |        |
| Abd. | 47 | Mick Schumacher    | Haas-Ferrari          | 32    | Fuite d'huile                            | 14     |        |

### Pole position et record du tour
- Pole position :  Lando Norris (McLaren-Mercedes) en 1 min 41 s 993 (206,414 km/h)[22].
- Meilleur tour en course :  Lando Norris (McLaren-Mercedes)  en 1 min 37 s 423 (216,097 km/h) au trente-neuvième tour ; septième de l'épreuve, il remporte le point bonus associé au meilleur tour en course[23].

### Tours en tête
- Lando Norris (McLaren-Mercedes) : 30 tours (13-28 / 37-50)[24]
- Carlos Sainz Jr. (Ferrari)  : 12 tours  (1-12)
- Sergio Pérez (Red Bull-Honda) : 8 tours  (29-36)
- Lewis Hamilton (Mercedes) : 3 tours  (51-53)

## Classements généraux à l'issue de la course
| Pos. | Pilote             | Écurie                | Points |
| ---- | ------------------ | --------------------- | ------ |
| 1    | Lewis Hamilton     | Mercedes              | 246,5  |
| 2    | Max Verstappen     | Red Bull-Honda        | 244,5  |
| 3    | Valtteri Bottas    | Mercedes              | 151    |
| 4    | Lando Norris       | McLaren-Mercedes      | 139    |
| 5    | Sergio Pérez       | Red Bull-Honda        | 120    |
| 6    | Carlos Sainz Jr.   | Ferrari               | 112,5  |
| 7    | Charles Leclerc    | Ferrari               | 104    |
| 8    | Daniel Ricciardo   | McLaren-Mercedes      | 95     |
| 9    | Pierre Gasly       | AlphaTauri-Honda      | 66     |
| 10   | Fernando Alonso    | Alpine-Renault        | 58     |
| 11   | Esteban Ocon       | Alpine-Renault        | 45     |
| 12   | Sebastian Vettel   | Aston Martin-Mercedes | 35     |
| 13   | Lance Stroll       | Aston Martin-Mercedes | 24     |
| 14   | Yuki Tsunoda       | AlphaTauri-Honda      | 18     |
| 15   | George Russell     | Williams-Mercedes     | 16     |
| 16   | Nicholas Latifi    | Williams-Mercedes     | 7      |
| 17   | Kimi Räikkönen     | Alfa Romeo-Ferrari    | 6      |
| 18   | Antonio Giovinazzi | Alfa Romeo-Ferrari    | 1      |

| Pos. | Écurie                | Points |
| ---- | --------------------- | ------ |
| 1    | Mercedes              | 397,5  |
| 2    | Red Bull-Honda        | 364,5  |
| 3    | McLaren-Mercedes      | 234    |
| 4    | Ferrari               | 216,5  |
| 5    | Alpine-Renault        | 103    |
| 6    | AlphaTauri-Honda      | 84     |
| 7    | Aston Martin-Mercedes | 59     |
| 8    | Williams-Mercedes     | 23     |
| 9    | Alfa Romeo-Ferrari    | 7      |

## Statistiques
Le Grand Prix de Russie 2021 représente :
- la 1re pole position de Lando Norris en Formule 1[27] ;
- la 156e pole position de McLaren Racing, la première depuis 172 Grands Prix et Lewis Hamilton au Grand Prix du Brésil 2012[28],[29] ;
- la 100e victoire de Lewis Hamilton[30] ;
- la 120e victoire de Mercedes en tant que constructeur[31] ;
- la 207e victoire de Mercedes en tant que motoriste[32].

Au cours de ce Grand Prix :
- Lewis Hamilton devient le premier pilote à remporter 100 victoires, lors de son 281e Grand Prix (21 pour McLaren de 2007 à 2012, 79 pour Mercedes depuis 2013 soit une moyenne de 35,59 %) ; son poursuivant immédiat, Michael Schumacher, en compte 91 en 307 Grands Prix (29,64 %). Juan Manuel Fangio possède la meilleure moyenne (47,06 %) avec 24 victoires en 51 courses[33] ; le septuple champion du monde atteint ce cap en s'étant imposé sur vingt-neuf circuits et vingt-huit Grands Prix différents, dont notamment huit victoires à Silverstone et sur le Hungaroring, il 's'agit par ailleurs de sa cinquième victoire en huit éditions disputées à Sotchi[34] ;
- Lando Norris qui mène la course durant trente boucles (175 km), n'avait jusque là passé qu'un tour en tête dans sa carrière (6 km), deux semaines plus tôt, à  Monza[35] ;
- Lando Norris devient, à 21 ans 10 mois et 13 jours, le cinquième plus jeune auteur d'une pole position en Formule 1 ; il prend la place de Lance Stroll, auteur, à 22 ans et 17 jours, de la pole position du Grand Prix de Turquie 2020[36] ;
- Lando Norris devient le 102e auteur d'une pole position en Formule 1 ; il succède à Lance Stroll[37] ;
- Lando Norris est élu « pilote du jour » à l'issue d'un vote organisé sur le site officiel de la Formule 1[38] ;
- Lewis Hamilton passe la barre des 4 000 points inscrits en Formule 1 (4 024,5 points)[39] ;
- Max Verstappen passe la barre des 1 400 points inscrits en Formule 1 (1 406,5 points)[40] ;
- il n'y avait plus eu une McLaren, une Ferrari et une Williams aux trois premières places sur la grille dans cet ordre depuis le Grand Prix d'Europe 2003 avec Kimi Räikkönen en pole position devant Michael Schumacher et Ralf Schumacher[41] ; ces trois écuries se sont partagés ces premières places pour la dernière fois au Grand Prix du Brésil 2004 avec Rubens Barrichello (Ferrari) devant Juan Pablo Montoya (Williams) et Kimi Räikkönen (Mclaren)[42] ;
- Pour la première fois depuis le Grand Prix de Suède 1975, aucun des trois premiers pilotes sur la grille de départ n'était un vainqueur de Grand Prix (Vittorio Brambilla, Patrick Depailler et Jean-Pierre Jarier)[34] ;
- Kimi Räikkönen, forfait au Grand Prix des Pays-Bas puis, une semaine plus tard, à Monza après avoir été testé positif au Covid-19 au matin de la troisième séance d'essais libres à Zandvoort, reprend le volant de son Alfa Romeo C41 à son remplaçant Robert Kubica. Après cette course, il lui restera à disputer sept Grands Prix avant de mettre fin à sa carrière en Formule 1[43] ;
- Pierre Gasly et les pilotes de Mercedes Grand Prix, Red Bull Racing, McLaren Racing et Ferrari sont les derniers à prétendre au titre mondial après ce Grand Prix ;
- Enrique Bernoldi (28 Grands Prix disputés entre 2001 et 2002 avec Arrows) est nommé conseiller par la FIA pour aider dans leurs jugements le groupe des commissaires de course[44].